# Alexandrino de Alencar
Alexandrino Faria de Alencar (Río Pardo, 12 de octubre de 1848 - Río de Janeiro, 18 de abril de 1926) fue un almirante y político brasileño, senador durante la Antigua República (o Primera República). Se casó con Amália Murray Simões e Santos y tuvo dos hijas y un hijo, el ministro Armando de Alencar, de la Corte Suprema de Brasil.

## Historia
Hijo del capitán del Ejército Brasileño Alexandrino de Alencar y Ana Faria de Alencar. Bisnieto del general francés Pedro Labatut y sobrino nieto de Bárbara Pereira de Alencar, participante en la Revolución de Pernambuco de 1817 y la Confederación del Ecuador. Graduado en ingeniería naval por la Escuela Naval.
En 1893, aún capitán de fragata, participó como uno de los comandantes de la Rebelión de la Armada, una revuelta de oficiales contra la poca atención prestada a la Marina por el entonces Presidente de la República, el Mariscal Floriano Peixoto. La revuelta fue dirigida por el exministro de Marina, Contraalmirante Custódio de Mello. Alexandrino de Alencar comandó el acorazado Aquidabã en la última batalla, cerca de la isla de Anhatorim en las afueras de la ciudad del exilio, hoy Florianópolis. Al final de la rebelión, en abril de 1894, y por tener al exministro refugiado en Argentina, dejándolo solo en batalla, se encontró derrotado por un asedio de los barcos del mariscal, incluido el crucero Andrada comandado por el entonces capitán-teniente João Batista das Neves, y también tuvo que refugiarse fuera del país, regresando más tarde a la amnistía, y luego ascendido a almirante de la Marina de Brasil.
Alrededor de este tiempo, recomendó al niño negro João Cândido Felisberto, que vivía con él, a la escuela de aprendices de la Marina. João Cândido sería en 1910 el líder indiscutible del Levantamiento del Látigo.
Alexandrino de Alencar fue Ministro de la Armada sucesivamente en los gobiernos de Afonso Peña, Nilo Peçanha, Hermes da Fonseca, Wenceslau Brás y Artur Bernardes, activando la reforma general de la Marina de Brasil. Fue Ministro de la Corte Militar Suprema. Habiendo servido en la Guerra del Paraguay, fue condecorado tanto por Brasil como por Argentina. Senador de la República en 1906 y 1921.
Fue el reorganizador de las fuerzas navales brasileñas, cuando se incorporó el nuevo escuadrón, los buques más poderosos de la época, los acorazados "São Paulo" y "Minas Gerais", los cruceros "Río Grande do Sul" y "Bahía" y diez destructores. Fue el creador de varios institutos educativos, como la Escuela de Aviación Naval, en 1916.
También recibió la medalla al Mérito Militar y fue, en el Imperio, un caballero de la Orden Imperial de São Bento de Avis.
Fue enterrado con honores de jefe de Estado.